# Rivière Saint-Amand
Pour les articles homonymes, voir Saint-Amand.
La rivière Saint-Amand coule dans la municipalité de Béarn, dans la municipalité régionale de comté (MRC) de Témiscamingue, dans la région administrative de Abitibi-Témiscamingue, au Québec, au Canada.
La rivière Saint-Amand est un affluent de la rive nord de la rivière des Lacs. Le courant de cette dernière coule vers le sud jusqu’au lac Moran lequel est contiguë à la baie Chemagan laquelle est une excroissance vers le nord du Lac Kipawa. Ce dernier lac est traversé par la rivière Kipawa et va se déverser sur la rive est de la rivière des Outaouais.
La rivière Saint-Amand coule surtout en territoire forestier, sauf deux segments agricoles. La foresterie constitue la principale activité économique de se bassin versant. La surface de la rivière est habituellement gelée de la mi-décembre à la mi-avril.

## Géographie
Les bassins versants voisins de la rivière Saint-Amand sont :
- côté nord : rivière Laverlochère, lac Témiscamingue ;
- côté est : lac Ostaboningue, rivière Cerise ;
- côté sud : rivière des Lacs ;
- côté ouest : rivière Lavallée, rivière Kipawa, lac Témiscamingue.

La rivière Saint-Amand prend sa source à l’embouchure d’un lac non identifié (longueur : 1,4 km ; altitude : 322 m) entouré de forêt et comportant quatre îles.
À partir de l'embouchure de ce lac de tête, la rivière Saint-Amand coule sur 6,5 km selon les segments suivants :
- 1,1 km vers l'ouest, jusqu'à l’embouchure d’un lac non identifié (altitude : 310 m ;
- 1,2 km vers le nord-ouest, en traversant trois petits lacs dont l’un en zone de marais et en recueillant les eaux de deux décharges (venant du nord-est) de lacs, jusqu’au fond de la baie du côté est des Lacs Cuillères (altitude : 286 m) ;
- 1,0 km vers l'ouest, en traversant le lac Cuillères supérieur, jusqu'à son embouchure ;
- 0,8 km vers le sud-ouest, en traversant les deux lacs Cuillère intermédiaires (altitude : 282 m), jusqu'à l’embouchure du second ;
- 0,6 km vers le sud-ouest, en traversant le lac Cuillère inférieur, jusqu'à son embouchure ;
- 1,8 km vers le sud-ouest, en recueillant deux décharges de lacs (venant du nord) et en formant de nombreux petits serpentins jusqu'à sa confluence[2].

La rivière Saint-Amand se décharge sur la rive nord de la rivière des Lacs, située dans la municipalité de Béarn. Cette confluence est à 1,3 km au nord-ouest de la confluence de la rivière des Lacs , à 17,3 km à l'est du centre du village de Béarn et à 21,3 km à l'est du lac Témiscamingue.

## Toponymie
Le toponyme Rivière Saint-Amand a été officialisé le 5 décembre 1968 à la Commission de toponymie du Québec.